# Tomas Aguon Camacho

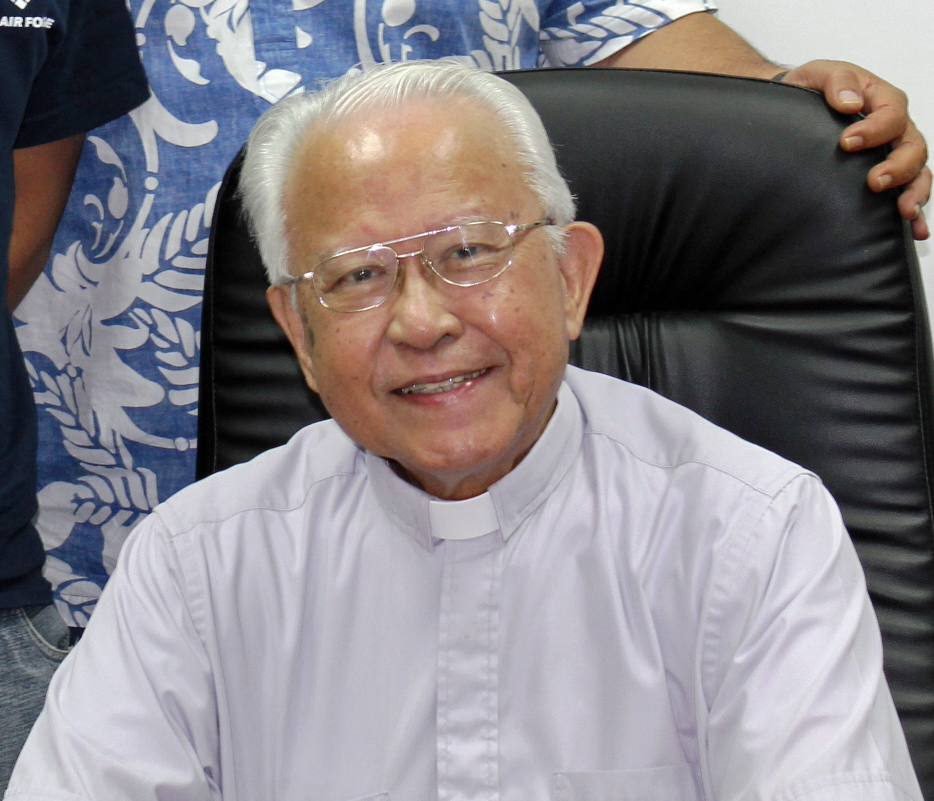
Tomas Aguon Camacho, 2011

Tomas Aguon Camacho (* 18. September 1933 in Chalan Kanoa; † 5. März 2018 in Garapan) war römisch-katholischer Bischof von Chalan Kanoa.

## Leben
Tomas Aguon Camacho empfing am 14. Juni 1961 die Priesterweihe.
Papst Johannes Paul II. ernannte ihn am 8. November 1984 zum Bischof von Chalan Kanoa. Der Erzbischof von Agaña, Felixberto Camacho Flores, spendete ihm am 13. Januar des nächsten Jahres die Bischofsweihe; Mitkonsekratoren waren Martin Joseph Neylon SJ, Bischof der Karolinen-Marshallinseln, und Anthony Sablan Apuron OFMCap, Weihbischof in Agaña.
Am 6. April 2010 nahm Papst Benedikt XVI. seinen altersbedingten Rücktritt an.